# Jack Daniel
Jasper Newton "Jack" Daniel (k. 5 tháng 9 năm 1850 – 10 tháng 10 năm 1911) là một nhà chưng cất và doanh nhân người Mỹ, được biết đến như là người sáng lập nhà máy chưng cất rượu whisky Tennessee của Jack Daniel.

## Tiểu sử
Jack Daniel, hay ông Jack, được cho là sinh vào tháng 9 năm 1846, vì ngày sinh chính xác của ông không bao giờ được tiết lộ do một vụ cháy lớn ở quê nhà. Do đó, các hồ sơ đã bị phá hủy hoàn toàn. Ngôi mộ của ông, ví dụ, ghi lại ngày sinh là 1850 một thực tế gây tranh cãi, cho rằng mẹ ông qua đời vào năm 1847.

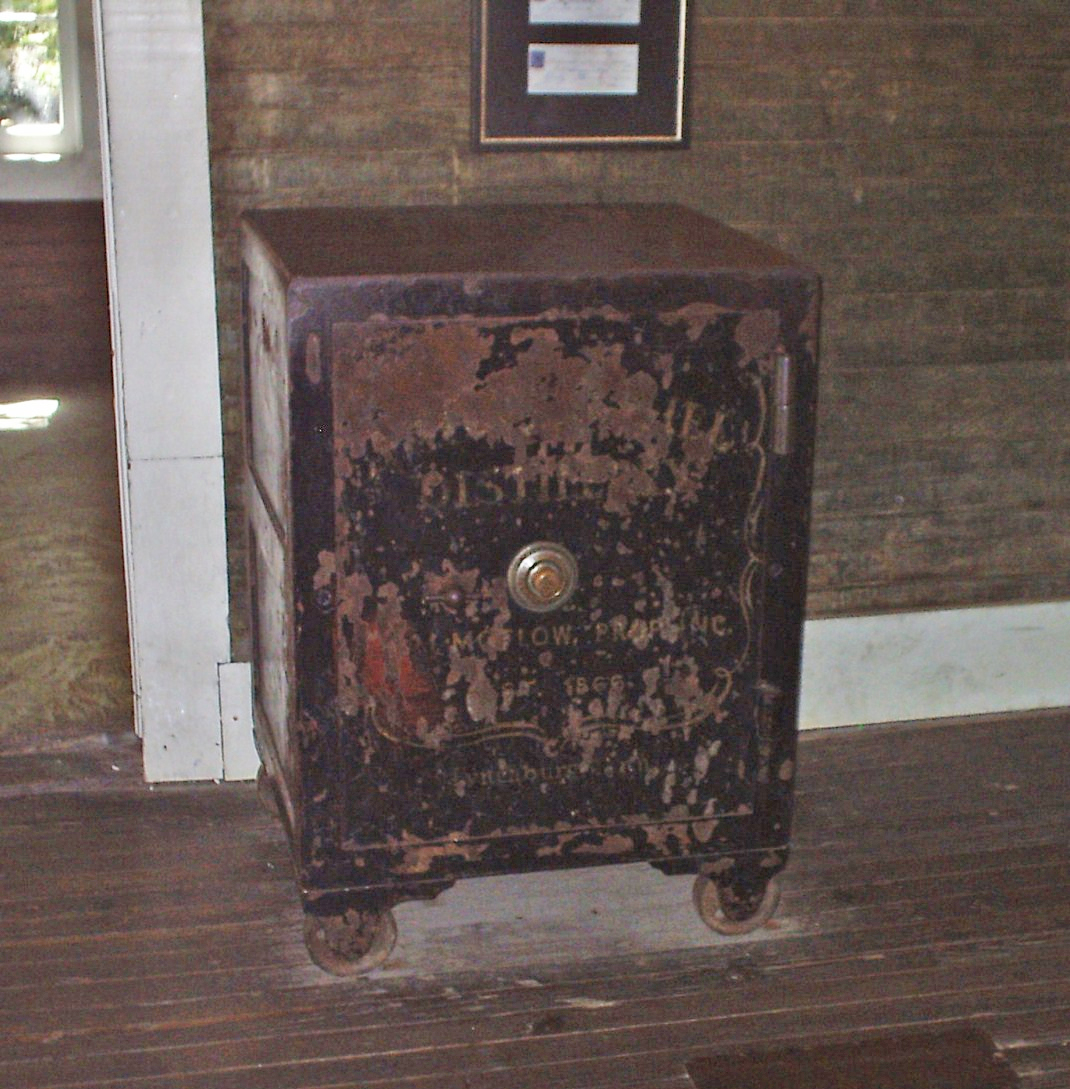
Chưng cất của Daniel

Jack bắt đầu làm việc với cha mình lúc 7 tuổi. Khi anh quyết định ngừng uống rượu, vì không tốt cho một mục sư để truyền bá đức tin đôi khi với một hơi thở đáng ngờ, anh đã cho con trai mình chưng cất như một món quà. Ba năm sau, ở tuổi 16, Jack đã là một bậc thầy về chưng cất. Ông đã sử dụng nước tinh khiết từ một hang động gần đó và chọn các loại ngũ cốc, tạo ra một thức uống rất ngon, trưởng thành trong thùng gỗ sồi. Jack hoàn toàn thần kinh về chất lượng sản phẩm của mình. Nó tạo ra một quy trình sáng tạo: chuyển đồ uống qua một lớp than, một cách để cải thiện hương vị.

## Qua đời
Một bí ẩn khác xung quanh nhân vật ông Jack là cái chết của ông.
Một ngày nọ vào năm 1905, sau khi đến trụ sở công ty của mình, Jack đã đi mở chiếc két sắt cũ kỹ của mình với một bí mật quay vòng. Ngoại trừ, có lẽ bị ảnh hưởng bởi rượu whisky anh tạo ra, anh không thể nhớ sự kết hợp. Không thể mở két, anh giận dữ đá anh. Vụ tai nạn khiến anh bị gãy ngón tay và hoại thư. Nhiễm trùng máu gây ra bởi sự cố này sẽ giết chết ông vào năm 1911.